# Nick Mason
Nicholas Berkeley „Nick“ Mason, CBE (* 27. ledna 1944 Birmingham, Anglie) je britský hudebník, bubeník progresivně rockové skupiny Pink Floyd. Je jediným členem kapely, který v ní hrál nepřetržitě od jejího založení v roce 1964 (včetně předchůdců od roku 1963). Závodí také v automobilových soutěžích, účastnil se např. závodu 24 hodin Le Mans.

## Biografie

### Mládí
Nick Mason se narodil v Birminghamu jako syn režiséra dokumentárních filmů Billa Masona. Vyrůstal ale v londýnské čtvrti Hampstead a navštěvoval Frensham Heights School v Surrey. Později studoval na Regent Street Polytechnic College of Architecture, kde se seznámil s Rogerem Watersem, Bobem Klosem a Rickem Wrightem, se kterými v roce 1964 založil předchůdce Pink Floyd, skupinu Sigma 6.

### Hudební kariéra s Pink Floyd
Nick Mason je jediným členem Pink Floyd který působil ve skupině po celou dobu její existence od jejího vzniku v roce 1964. Jako bubeník a perkusionista hrál na všech albech kapely od roku 1967, představil se i jako vokalista a jako spoluautor je uveden u několika skladeb Pink Floyd.
Jediné skladby Pink Floyd, u kterých je Masonovi připsáno celé autorství, jsou „The Grand Vizier's Garden Party Parts 1–3“ (z alba Ummagumma), a „Speak to Me“ (The Dark Side of the Moon). Pro název skladby „Nick's Boogie“ bylo využito Masonovo jméno.
Pouze ve čtyřech skladbách se objevuje Masonův hlas: v písni „Corporal Clegg“ (A Saucerful of Secrets) a v mluvených částech „One of These Days“ (Meddle), „Signs of Life“ a „Learning to Fly“ (obě z A Momentary Lapse of Reason). Jako hlavní zpěvák působil ve dvou nevydaných písních („Scream Thy Last Scream“ z roku 1967 a „The Merry Xmas Song“ z přelomu let 1975 a 1976). Na koncertech recitoval mluvenou část skladby „Sheep“ (Animals).
Oproti ostatním členům Pink Floyd hrál Mason na jiné než své obvyklé nástroje (bicí a perkuse) pouze výjimečně. Pouze ve své vlastní kompozici „The Grand Vizier's Garden Party“ z alba Ummagumma využil klávesy, kytaru a baskytaru. Druhou výjimkou byla živá představení alba The Wall, kde v poslední skladbě „Outside the Wall“ hrál s ostatními členy na akustickou kytaru.
V roce 2018 vytvořil vlastní skupinu Nick Mason's Saucerful of Secrets, se kterou hraje ranou tvorbu Pink Floyd, především z let 1967–1969.

### Spolupráce s ostatními členy Pink Floyd
Navzdory konfliktům kvůli užívání jména Pink Floyd mají Roger Waters a Nick Mason dobré vztahy. Mason hostoval na dvou koncertech Watersova světového turné v roce 2002 v písni „Set the Controls For the Heart of the Sun“. V roce 2006 se účastnil několika evropských a tří amerických vystoupení Watersova turné The Dark Side of the Moon Live. Další podobný koncert se konal 12. května 2007 v londýnském Earls Court, kde Mason hrál během celé koncertní podoby alba The Dark Side of the Moon.
V červenci 2005 vystoupil Mason spolu s Davidem Gilmourem, Rickem Wrightem a Rogerem Watersem na charitativní akci Live 8, v této sestavě se hudebníci sešli poprvé po 24 letech. 31. května 2006 hrál Mason také v přídavku na koncertu Davida Gilmoura (a jeho pravidelného hosta Ricka Wrighta) a 12. května 2011 se objevil na pódiu společně s Gilmourem při závěrečné skladbě „Outside the Wall“ Watersova sólového turné The Wall Live.
Nick Mason se stal také spojovacím článkem mezi Gilmourem a Watersem. V roce 2006 prohlásil, že Pink Floyd se dosud oficiálně nerozpadli. V jiných interview říkal, že věří, že se kapela opět sejde na nějakém koncertu dohromady.

### Ostatní činnosti
Mason spolupracoval také s několika dalšími hudebníky, například jako bubeník a producent pro Steva Hillage, Roberta Wyatta, Michaela Mantlera a skupiny The Damned a Gong.
V 80. letech vydal dvě „sólová“ alba. Na Nick Mason's Fictitious Sports z roku 1981 se podílel pouze jako bubeník, celé album je autorským dílem Carly Bleyové a Mason ho pouze zaštítil svým jménem. Na Profiles (1985) se již podílel i autorsky společně s kytaristou Rickem Fennem. S Fennem také napsal hudbu k filmům White of the Eye (1987) a Tank Mailing (1988).
Jak se stávaly nahrávky a koncerty Pink Floyd stále sporadičtějšími, Mason začal věnovat více času svému velkému hobby – automobilovým závodům. Vlastní různá tzv. klasická auta, se kterými také závodí, několikrát se také zúčastnil slavného závodu 24 hodin Le Mans. Jeho sbírka se stala předmětem jím napsané knížky Into the Red z roku 1998. Mason je také schopným pilotem, často létá s vrtulníkem Eurocopter AS 350 v pestrobarevném nátěru.
Kniha Nicka Masona Pink Floyd: Od založení do současnosti (původní anglický název Inside Out: A Personal History of Pink Floyd) byla vydána ve Velké Británii v říjnu 2004. Výměnou za menší propagaci této knihy v druhé epizodě 5. série pořadu Top Gear na BBC zapůjčil Mason svoje Ferrari Enzo k natočení profilu a jízdě na Top Gear okruhu testovacím jezdcem Stigem. Mason je majitelem jednoho z původních 349 kusů tohoto exkluzivního vozu (v roce 2005 se celkový počet vyrobených vozů zvedl na 400).
V srpnu 2012 vystoupil na závěrečném koncertu na Letních olympijských hrách v Londýně. Spolu s ním zde představili skladbu „Wish You Were Here“ ještě Ed Sheeran, Mike Rutherford a Richard Jones.

### Osobní život
Nick Mason je podruhé ženatý. Se svou první ženou Lindy má dvě dcery, Holly a Chloe, s nynější manželkou Nettie má dva syny, Guye a Caryho. Nick s Nettie žijí v londýnské čtvrti Hampstead, často ale přebývají i v malém městečku Corsham v domě, kde dříve žila Camilla, vévodkyně z Cornwallu.
Na Nový rok 2019 obdržel za svoji hudební činnost Řád britského impéria v hodnosti komandéra (CBE).

## Diskografie

### Sólová diskografie
Studiová alba
- Nick Mason's Fictitious Sports (1981, s Carlou Bleyovou)
- Profiles (1985, s Rickem Fennem)

Kompilace
- Unattended Luggage (boxset)

Singl
- 1985 – „Lie for a Lie“

### S Pink Floyd
- viz diskografie Pink Floyd

### Jako producent
- Principal Edwards Magic Theatre – The Asmoto Running Band (1971)
- Principal Edwards Magic Theatre – Round One (1974)
- Robert Wyatt – Rock Bottom (1974)
- Gong – Shamal (1976)
- The Damned – Music for Pleasure (1977)
- Steve Hillage – Green (1978); koprodukováno se Stevem Hillagem. Mason zde také hrál na bicí ve skladbě „Leylines to Glassdom“.

## Knihy
- Into the Red: 22 Classic Cars That Shaped a Century of Motor Sport (s Markem Halesem) – 1998 (první vydání), 2004 (druhé vydání)
- Inside Out: A Personal History of Pink Floyd – 2004 (česky jako Pink Floyd: Od založení do současnosti v roce 2007)
- Passion for Speed: Twenty-four Classic Cars That Shaped a Century of Motor Sport (s Markem Halesem) – 2010 (první vydání) - rozšíření původní knihy Into the Red: 22 Classic Cars...